# 佐藤龍我
佐藤 龍我（さとう りゅうが、2002年〈平成14年〉12月17日 - ）は、日本の歌手、タレント、俳優、ファッションモデル。ジュニア内男性アイドルグループ・ACEesのメンバー。
神奈川県出身。STARTO ENTERTAINMENT所属。

## 来歴
小学1年生の時からヒップホップダンスを習い始める。母親の友達から勧められて履歴書を送り、2016年6月にジャニーズ事務所に入所。ジャニーズJr.として活動を開始する。同年11月、ジャニーズJr.内ユニット・東京B少年（のちに「Sexy美少年」、「美 少年」に改名）のメンバーに選ばれる。
2018年7月、19年ぶりに『熱血恋愛道』『怖い日曜日』をリメイクしたオムニバスドラマを放送した『Jr.選抜!標への道』（日本テレビ）に出演。この番組は同局のテレビドラマ『ゼロ 一獲千金ゲーム』出演のオーディションを兼ねていたが、そうとは知らないまま出演したところ、9名のジャニーズJr.の中から勝ち抜き、主演を務める加藤シゲアキのライバル・標役を射止める。クランクイン直後はNGを連発して涙したこともあったというが、演じた冷静沈着で寡黙なキャラクターは、「ドラマ初出演とは思えないほどの存在感を発揮した」と評された。
2020年10月9日発売の『FINEBOYS』2020年11月号より、レギュラーモデルをつとめる。
2020年12月、一部報道を受け活動を自粛、2021年3月に活動を再開した。
2025年2月16日に美 少年が事実上の解散。ジュニア内新グループ・ACEesの結成が発表され、メンバーに選ばれる。

## 人物
4歳下の弟と10歳下の妹がいる。
憧れの先輩は相葉雅紀。相葉主演の月9ドラマの『ようこそ、わが家へ』を観て、バラエティだけでなくドラマもこなす相葉に感動したのがきっかけとなった。

## 出演

### テレビ番組
- Jr.選抜!標への道（2018年7月3日〈2日深夜〉 - 17日〈16日深夜〉、日本テレビ）[7]
  - 「いて座のA型BOY」 - 龍我 役[19]
  - 「おうし座のО型BOY」 - 血液型の神 役[19]

### テレビドラマ
- ゼロ 一獲千金ゲーム（2018年7月15日 - 9月16日、日本テレビ） - 標 役[20]
- 恋の病と野郎組（2019年7月20日 - 9月21日、BS日テレ） - 主演・二葉桜太郎 役（ジャニーズJr.として主演）[21]
- 真夏の少年〜19452020（2020年7月31日 - 9月18日、テレビ朝日） - 主演・瀬名悟 役（美 少年として主演）[22]
- ザ・ハイスクール ヒーローズ（2021年7月31日 - 9月18日、テレビ朝日） - 主演・土門龍平 / キヒーロー 役（美 少年として主演）[23][24]
- メンタル強め美女白川さん（2022年4月7日 - 6月23日、テレビ東京） - 倉橋和樹 役[25]
- トモダチゲームR4（2022年7月23日 - 9月10日、テレビ朝日） - 主演・美笠天智 役（美 少年として主演）[26]
- 弁護士ソドム 第2話 - 最終話（2023年5月5日 - 6月16日、テレビ東京） - 久保寺治 役[27]
- ビリオン×スクール 第6話（2024年8月9日、フジテレビ） - 花井歩夢 役[28]

### イベント
- 第30回 マイナビ 東京ガールズコレクション 2020 SPRING / SUMMER（2020年2月29日、国立代々木競技場第一体育館）[29]
- 第31回 マイナビ 東京ガールズコレクション 2020 AUTUMN/WINTER ONLINE（2020年9月5日）[30][31]
- Rakuten GirlsAward 2024 AUTUMN/WINTER（2024年10月19日、幕張メッセ） - シークレットモデル[32]

### コンサート
- マイナビ サマステライブ2023 俺たちがミライだ!!（2023年8月23日、EX THEATER ROPPONGI） - PAISEN応援隊として出演[33][34]

### 舞台
- Reading Musical「BEASTARS」（2024年9月3日 - 8日、シアター1010 / 9月14日 - 16日、COOL JAPAN PARK OSAKA TTホール） - 主演・レゴシ 役（歌い手・読み手）[35]
- 『雲のむこう、約束の場所』スペシャル・リーディング・オーケストラ・コンサート（2024年11月5日・6日、すみだトリフォニーホール / 11月20日、NHK大阪ホール） - 主演・藤沢浩紀 役[36][37]

## 作品
- To You[38]（詞：佐藤龍我、曲：塚田耕平） - JASRAC作品コード：299-4345-1

## 雑誌連載
- FINEBOYS（2020年11月号 - 、日之出出版） - レギュラーモデル[11]